# Staffan Lundström
Staffan Lundström, född 28 januari 1954 i  Baktsjaur, är en svensk friidrottare (medeldistanslöpare). Han tävlade för Riviera FI, Piteå.

## Meriter
- Svensk mästare löpning 1500m inomhus. Göteborg 1982
- Svenskt mästerskapsrekord vid SM-tävlingar inomhus 1982 (1500m) Tid: 3.46.03. Göteborg
- Friidrotts-EM inomhus Milano 1982 (1500m)
- Svenskt inomhusrekord löpning (1000m) Tid: 2.23.93. Milano Italien 1982-03-10
- SM-brons (Piteå) 1982 (1500m)
- Finnkampen 1982 (Helsingfors) (5000m)
- Svensk mästare löpning 5000m. Örebro 1983.
- Svensk mästare löpning 1500m inomhus. Stockholm 1984
- Friidrotts-Em inomhus Göteborg 1984 (1500m)